# Bījārgāh-e Pā'īn
Bījārgāh-e Pā'īn (persiska: Bījārgāh-e Soflá, Bījārgāh-e Pā’īn, بیجارگاه پائین) är en ort i Iran.   Den ligger i provinsen Gilan, i den norra delen av landet, 180 km nordväst om huvudstaden Teheran. Bījārgāh-e Pā'īn ligger 69 meter över havet och antalet invånare är 340.
Terrängen runt Bījārgāh-e Pā'īn är varierad. Runt Bījārgāh-e Pā'īn är det ganska tätbefolkat, med 134 invånare per kvadratkilometer. Närmaste större samhälle är Rūdsar, 13,2 km norr om Bījārgāh-e Pā'īn. I omgivningarna runt Bījārgāh-e Pā'īn växer i huvudsak blandskog.